# José Agustín Arango
José Agustín Arango Remón (Panamá, 24 de febrero de 1841-Panamá, 10 de mayo de 1909) fue un político, abogado y estadista panameño y además apoyó el movimiento separatista de Panamá de Colombia en noviembre de 1903; presidente de la Junta Provisional de Gobierno. En 1907 representó a Panamá en Washington D. C. en donde suscribió el Protocolo Taft-Arango, que se estableció como adición al tratado Hay-Bunau Varilla, una cláusula para dar la facultad a Panamá de realizar arreglos bilaterales con Colombia para la definición de sus fronteras, sin la intervención estadounidense. Fue elegido primer vicepresidente de la República. Integró la Junta Provisional de Gobierno de Panamá, cuyo objetivo era organizar todo lo relacionado con el surgimiento de la nueva república, junto a él la junta estaba formada por Tomás Arias Ávila y Federico Boyd.

## Biografía
Nació el 25 de febrero de 1841 en la ciudad de Panamá. Dedicado a actividades comerciales y de profesión abogado, trabajó para la Compañía del Ferrocarril de Panamá y era una figura socialmente prominente en el Panamá de principios de siglo. En marzo de 1903, fue nombrado Representante por el Departamento de Panamá ante el Congreso colombiano, cargo que debía desempeñar en el momento de la separación. Fue uno de los más ardientes defensores de la ratificación, por parte del Congreso colombiano, del Tratado Herrán-Hay para construir un Canal por Panamá. Convencido de que Colombia no aprobaría el Tratado se transformó en el promotor del movimiento separatista de 1903.
Profundamente preocupado por el giro de los acontecimientos a raíz de la firma de este Tratado decidió permanecer en Panamá y no presentarse a las sesiones del Congreso de Bogotá donde se discutiría el polémico documento.
En junio de 1903, comenzó a reunirse informalmente con miembros de su familia para discutir la actitud que adoptaría Panamá en caso de que el Tratado fuera rechazado. Para ello entró en contacto con funcionarios destacados de la Compañía del Ferrocarril como J.R. Beers quien le fue de gran utilidad en el momento de establecer contactos en los Estados Unidos.
Cuando el 12 de agosto el Congreso colombiano rechazó el Tratado, formó la Junta Revolucionaria decidido a separar al Istmo de Colombia. El 4 de noviembre de 1903, fue nombrado Presidente de la Junta Provisional de Gobierno, que gobernó hasta el 19 de febrero de 1904. Fue en varias oportunidades Designado del Poder Ejecutivo y, en 1907, se desempeñó como representante en Washington D. C..
De su participación en la gesta independentista, como uno de los próceres, nos legó sus recuerdos en su escrito: "Datos para la Historia de la Independencia del Istmo, proclamada el 3 de noviembre de 1903", donde recoge los principales hechos del movimiento. Por ello se le honró como uno de los Fundadores de la República. Cuando en 1908 José Domingo de Obaldía Gallegos resultó elegido Presidente de la República, José Agustín Arango lo acompañó como primer Designado y hasta su muerte al año siguiente se desempeñó como Secretario de Relaciones Exteriores. Falleció el 19 de mayo de 1909 en la Ciudad de Panamá.
| Predecesor: Demetrio H. Brid | Junta Provisional de Gobierno 4 de diciembre de 1903-19 de febrero de 1904 | Sucesor: Manuel Amador Guerrero |

- Datos: Q1708902